# Harpactea maelfaiti
Harpactea maelfaiti là một loài nhện trong họ Dysderidae.
Loài này thuộc chi Harpactea. Harpactea maelfaiti được miêu tả năm 1997 bởi Beladjal & Robert Bosmans.